# Радстонский монолит
Радстонский монолит (англ. Rudston Monolith) — мегалит высотой около 7,6 метра, высочайший из менгиров в Великобритании. Камень имеет 1,75 м в ширину и около 1 метра в толщину. Находится на церковном дворе в деревне Радстон (Йоркшир, Англия). Церковь норманнской архитектуры, скорее всего, была намеренно построена в месте, которое считалось культовым у местных жителей.
В XVIII веке раскопки у монолита проводил Уильям Стьюкли, который обнаружил большое количество черепов — предположительно результат жертвоприношений.
Уильям Стьюкли пишет, что в 1861 году во время выравнивания церковного двора дополнительные 1,5 метра (4,9 футов) монолита были засыпаны. 
Масса монолита оценивается в 40 тонн. Вершина менгира обломана (вместе с ней высота должна была составлять около 8,5 метров). В 1773 году на менгир надели свинцовый наконечник, который позднее был снят. В настоящее время на менгир установлен новый наконечник.
Ранее считалось, что на менгире видны окаменевшие следы динозавра. Однако в 2016 году это мнение было признано несостоятельным.